# NGC 2998
NGC 2998 är en stavspiralgalax i stjärnbilden Stora björnen, som upptäcktes år 1788 av William Herschel. Den ligger 195 miljoner ljusår (59,7 Mparsek) från solsystemet. Den är en mellanliggande (med eller utan stav) spiralgalax. Dess stjärnmassa är ungefär densamma som Vintergatan.
NGC 2998 ingår i den självbetitlade NGC 2998-gruppen, en relativt tät galaxhop som även omfattar NGC 3002, NGC 3005, NGC 3006, NGC 3008 och några andra.

## Galleri

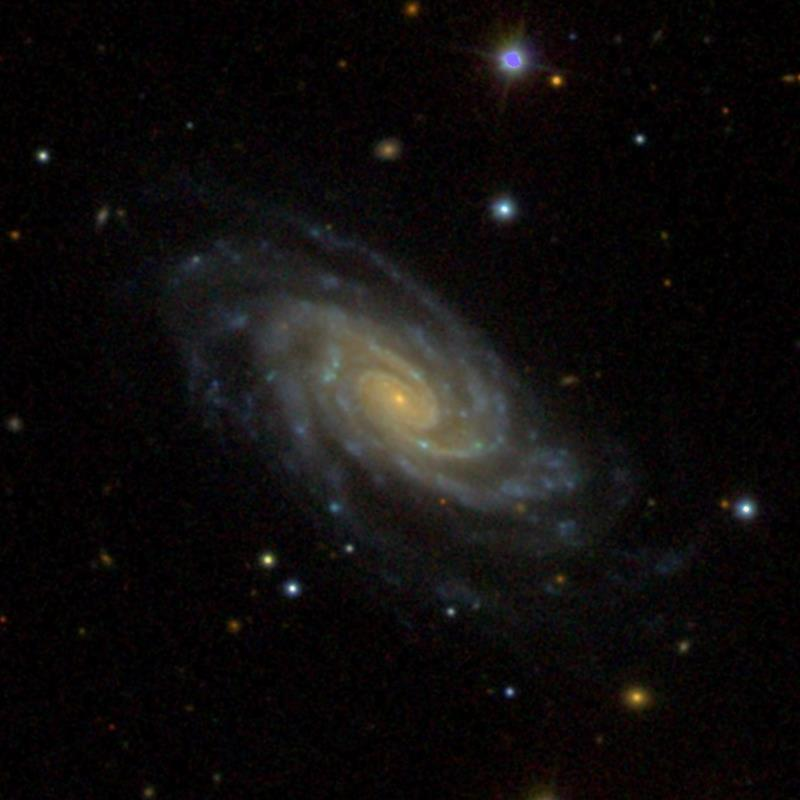
SDSS -bild av NGC 2998